# Helen Gurley Brown
Helen Gurley Brown (18 février 1922 - 13 août 2012) est une écrivain et femme d'affaires américaine. Féministe, elle fut rédactrice en chef de la revue Cosmopolitan pendant 32 ans.

## Biographie

### Jeunesse
Helen Marie Gurley naît le 18 février 1922, à Green Forest en Arkansas. Elle est la fille de Cleo Fred et Ira Marvin Gurley. Son père est fonctionnaire à la Commission du Jeu et du Poisson de l'Arkansas. Après son élection à l'assemblée législative de l'Arkansas, toute la famille s'installe à Little Rock. Mais Ira meurt le 18 juillet 1932, dans un accident d'ascenseur. En 1937, Helen, sa mère Cleo et sa sœur Mary, déménagent à Los Angeles en Californie. Peu après leur arrivée, Mary attrape la polio. Helen suit les cours de l'école polytechnique John H. Francis.
À la fin des études d'Helen, la famille s'installe à Warm Springs, en Géorgie. Helen y étudie un semestre au Collège pour Femmes de l'Etat du Texas puis retourne en Californie pour suivre les cours du Woodbury Business College duquel elle sortira diplômée en 1941. En 1947, Cleo et Mary déménagent à Osage, en Arkansas, alors qu'Helen demeure à Los Angeles.

### Rédactrice publicitaire
Elle travaille d'abord pour la William Morris Agency, la Music Corporation of America et l'agence de jeunes talents de Sam Jaffe, puis comme secrétaire pour l'agence de publicité Foote, Cone & Belding. Son employeur reconnaît ses talents d'écriture et la transfère à la rédaction où elle devient rapidement l'une des rédactrices publicitaires les mieux payées du pays.  En 1959, elle épouse David Brown, qui deviendra plus tard un producteur de films reconnu.
En 1962, Helen a 40 ans et publie Sex and the Single Girl. Le livre sort dans 28 pays et demeure dans la liste des meilleures ventes pendant plus d'un an. En 1964, un film est tiré de son livre dans lequel Natalie Wood tient la vedette : Une vierge sur canapé.

### Les annéesCosmopolitan

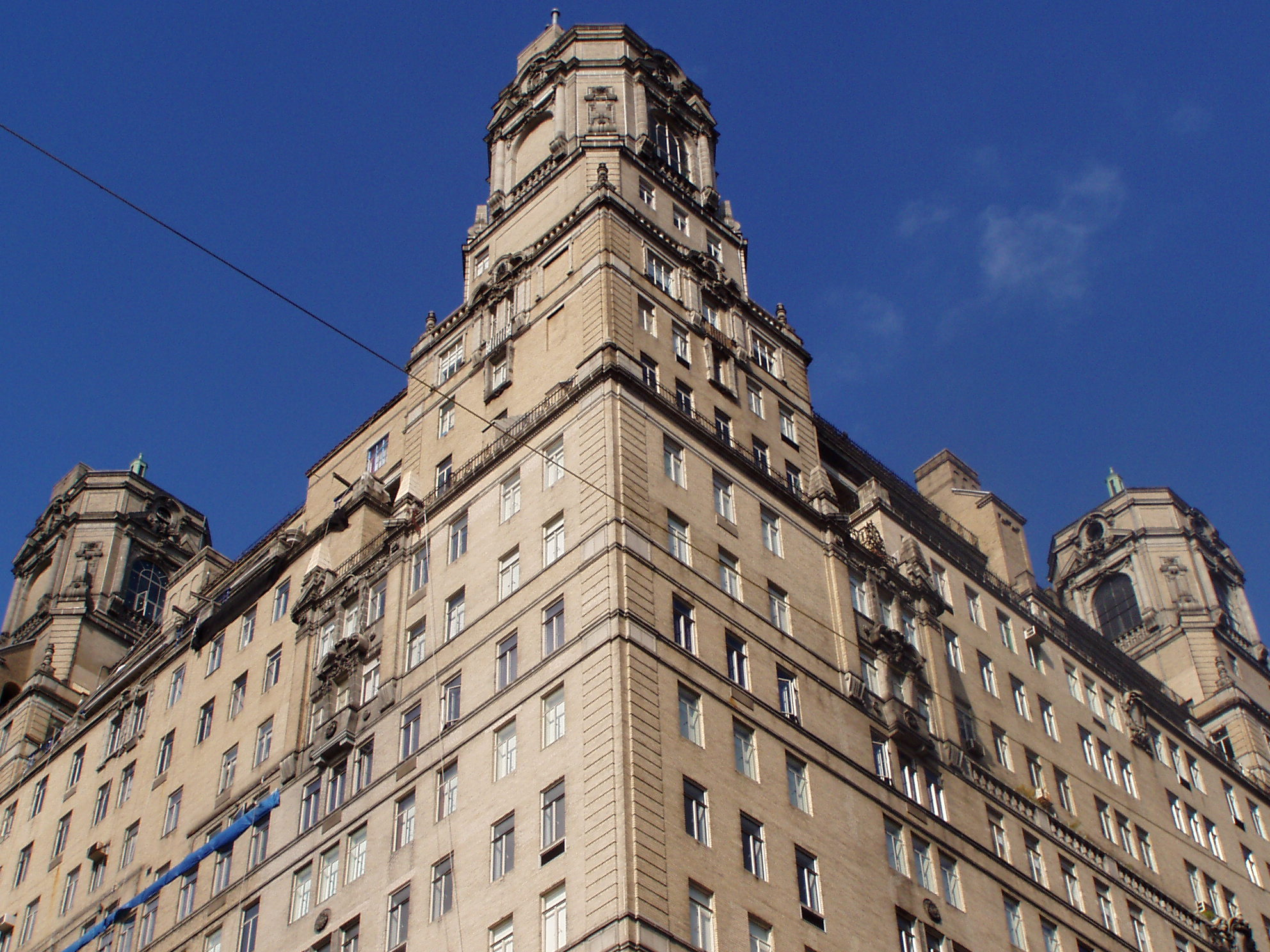
The Beresford : immeuble new-yorkais dans lequel Helen Gurley Brown habita pendant près de 40 ans.

En 1965, Helen devient rédacteur en chef du magazine Cosmopolitan. Dans les années 60, Helen est une fervente avocate de la liberté sexuelle des femmes et affirme que celles-ci peuvent tout avoir : « amour, sexe et argent ». Elle va faire d'un magazine généraliste, écrit par des hommes pour des femmes, l'un des magazines féminins les plus vendus au monde et distribué dans plus de 100 pays. Cosmopolitan prendra un nouveau ton, plus franc, notamment lorsqu'il parle de sexe et du désir sexuel féminin. Elle joue un rôle important dans ce qui sera la « révolution sexuelle » et on appelle à cette époque « Cosmo-girls » les femmes séductrices et amoureuses de mode. Le New York Times décrit la Cosmo-girl comme « autodidacte, sexuelle et très ambitieuse (…) Elle présente bien, porte des vêtements fabuleux et prend du bon temps quand elle les retire ».
Helen défend également l'idée de l'indépendance financière pour les femmes : « Un travail, c'est l'argent, le succès et le pouvoir. Peu importe où vous commencez, l'essentiel est de commencer et de s'accrocher. ».
Le travail d'Helen fera polémique parmi les féministes. Si elle a libéré la parole féminine sur le sexe, elle a également créé « l'un des médias les plus sexistes de ces cent dernières années, qui conduit les femmes à avoir honte de leur propre corps et à manquer de confiance en elles ». Betty Friedan, auteur de La Femme mystifiée, un essai féministe paru en 1963, lui reproche d'être « anti-féministe » et de promouvoir un « fantasme sexuel immature et adolescent ». Dans les années 70, un groupe de féministes mené par Kate Millett organise un sit-in devant le bureau d'Helen pour protester contre la vision rétrograde de la femme transmise par le magazine.
En 1997, Helen Brown est évincée du US Cosmopolitan et remplacée par Bonnie Fuller. Elle demeurera cependant dans le groupe Hearst, à qui appartient le magazine, jusqu'à sa mort en 2012.

### Décès
En septembre 2008, le magazine Slate classe Helen Brown parmi les 13 plus influents Américains âgés de plus de 80 ans. En février 2010, David Brown, l'époux d'Helen depuis 50 ans, décède. En sa mémoire, elle sponsorise en 2012 la création du Brown Institut for Media Innovation, une collaboration entre les universités de Stanford et de Columbia dont il a été étudiant.
À l'âge de 90 ans, Helen est hospitalisée au New York-Presbytarian Hospital/Columbia. Elle meurt le 13 août 2012,.

## Publications
- Sex and the Single Girl (1962)
- Lessons In Love—LP Record on How To Love A Girl & How To Love A Man (1963) Crescendo Records, GNP no 604
- Sex and the Office (1965)
- Outrageous Opinions of Helen Gurley Brown (1967)
- Helen Gurley Brown's Single Girl's Cookbook (1969)
- Sex and the New Single Girl (1970)
- Having It All (1982)
- The Late Show: A Semi Wild but Practical Guide for Women Over 50 (1993)
- The Writer's Rules: The Power of Positive Prose—How to Create It and Get It Published (1998)
- I'm Wild Again: Snippets from My Life and a Few Brazen Thoughts (2000)